# Nineta inpunctata
Nineta inpunctata är en insektsart som först beskrevs av Reuter 1894.  Nineta inpunctata ingår i släktet Nineta och familjen guldögonsländor. Arten är reproducerande i Sverige. Inga underarter finns listade i Catalogue of Life.